# 나르코스
《나르코스》(스페인어: Narcos)는 2015년 공개된 미국의 범죄 드라마이다. 콜롬비아의 마약왕 파블로 에스코바르와 그의 왕국 메데인 카르텔, 그리고 그를 뒤쫓는 미국 마약단속국의 이야기를 그린다. 넷플릭스에서 2015년 8월 15일 1시즌 10회분이 공개되었다. 《엘리트 스쿼드》로 알려진 브라질의 영화 감독 조제 파질랴가 총연출을 담당했다. 2017년 9월 1일에 종영했다.

## 줄거리
나르코스의 줄거리는 시즌에 따라 다른데 시즌1은 앞에서 언급한 콜롬비아의 마약왕 파블로 에스코바르 이하 에스코바르를 추적하는 이야기, 그 큰 내용에 대한 그림을 그려준다. 초반엔 에스코바르의 사업의 성장배경 그의 정치적 야망이 나오고, 후에 그러한 정치적 욕심에 그의 정체가 콜롬비아 정계에 탄로나고, 그에 대한 그의 복수가 나온다.

## 출연

### 주연
- 바그네르 모라 - 파블로 에스코바르 : 콜롬비아 마약왕이자 메데인 카르텔의 지도자 (시즌 1-2)
- 페드로 파스칼 - 하비에르 페냐 : DEA (마약단속국) 요원이며, 에스코바르와 시즌 3에서 칼리 카르텔 체포 임무를 부여받았다. (시즌 1-3)
- 보이드 홀브룩 - 스티브 머피 : 에스코바르 퇴치 명령을 부여받은 DEA 요원. (시즌 1-2)[1]
- 조애나 크리스티 - 코니 머피[2] : 스티브의 아내, 지역 병원에서 일했던 간호사이다 (시즌 1-2)
- 후안 파블로 라바 - 구스타보 가비리아 : 에스코바르의 사촌이자 메데인 카르텔의 설립 멤버이다 (주연 시즌 1; 카메오 출연 시즌 2)
- 마우리세 콤프테 (Maurice Compte) - 오라시오 카리요 : 콜롬비아 경찰 서장이자 서치 블록의 지휘관이며, 우고 마르티네스 대령을 배경으로 하였다[3][4] (main Season 1; recurring Season 2)
- 디에고 카냐뇨 (Diego Cataño) - 후안 디에고 "라 퀴카" 디아스 : 메데인 카르텔에 일상적으로 고용된 청부 살인업자이며, 단데니 무뇨스 모스케라를 배경으로 하였다 (시즌 1-2)
- 호르헤 A. 히메네스 (Jorge A. Jiménez) - 로베르토 "포이즌" 라모스 : 메데인 카르텔에 고용된 청부 살인업자로, 라퀴카와 사람을 죽인 수를 세며 자주 언쟁했다 (주연 시즌 1; 조연 시즌 2)
- 파울리나 가이탄 - 타타 에스코바르 : 에스코바르의 아내, 마리아 에나오 (Maria Henao)를 배경으로 했다 (시즌 1-2)
- 파울리나 가르시아 - 에르밀다 가비리아 : 에스코바르의 어머니, 전직 콜롬비아의 교사였다 (시즌 1-2)
- 스테파니 시그먼 - 발레리아 벨레스 : 콜롬비아 언론인이자 파블로 에스코바르의 정부로서도 일했으며, 비르히니아 바예호를 배경으로 했다.[5][6] (main Season 1; recurring Season 2)
- 브루노 비치르 - 페르난도 두케 : 콜롬비아의 변호사로 파블로 에스코바르를 대변했으며, 콜롬비아 정부와의 연락책으로 활동했다 (시즌 1-2)
- 라울 멘데스 - 세사르 가비리아 : 콜롬비아의 경제학자이자 정치인, 제28대 콜롬비아 대통령이다 (시즌 1-2)
- 마놀로 카르도나 - 에두아르도 산도발 : 가비리아 대통령 정권의 법무차관이다[7] (시즌 1-2)
- 크리스티나 우마냐 - 주디 몽카다 : 메데인 카르텔의 옛 지도자로 에스코바르가 그의 남편 키코를 살해한 후, 카르텔의 탈퇴를 이끌고 칼리 카르텔과 로스 페페스와의 동맹을 하였다; 그녀는 돌리 몽카다 (Dolly Moncada)의 실제 인생을 배경으로 하였다[8] (주연 시즌 2-3; 조연 시즌 1)
- 알베르토 암만 - 엘메르 "파초" 에레라 : 콜롬비아 마약왕이자 칼리 카르텔의 고위직이다 (주연 시즌 2-3; 조연 시즌 1)
- 다미안 알카사르 - 힐베르토 로드리게스 오레후엘라 : 칼리 카르텔의 지도자이자 파블로 에스코바르의 주요 경쟁자 중 하나이다 (시즌 2-)
- 에릭 랭 - 빌 스테치너 : CIA의 콜롬비아 지부장 (시즌 2-)
- 후안 파블로 수크 - 우고 마르티네스 대령 : 서치 블록의 지휘관으로서의 카리요의 후임자 (주연 시즌 2; 조연 시즌 3)
- 프란치스코 데니스 - 미겔 로드리게스 오레후엘라 : 칼리 카르텔의 고위직이자 힐베르토의 동생 (주연 시즌 3-; 조연 시즌 2)
- 페페 라파소테 (Pêpê Rapazote) - 호세 "체폐" 산타크루스론도뇨 : 칼리 카르텔의 고위직이자 뉴욕 시의 카르텔 제조실을 관리하고 있다 (시즌 3)
- 마티아스 바렐라 - 호르헤 살세도 : 칼리 카르텔의 보안팀장 (시즌 3-)
- 하이베르 카마라 - 기예르모 팔로마리 : 칼리 카르텔의 회계팀장 (시즌 3-)
- 앤드리아 론도 (Andrea Londo) - 마리아 살라사르 : 노스 밸리 카르텔과 제휴한 콜롬비아 마약상의 아내 (시즌 3-)
- 케리 비셰이 - 크리스티나 후아르도 : 칼리 카르텔과 제휴한 은행가의 미국인 아내 (시즌 3-)
- 마이클 스탈데이비드 - 크리스 파이스틀 : 페냐 밑에서 일하는 DEA 요원 (시즌 3-)
- 맷 휠런 - 대니얼 밴 네스 : 파이스틀의 파트너인 DEA 요원 (시즌 3-)
- 아르투로 카스트로 - 다비드 로드리게스 : 미겔의 아들 (시즌 3)
- 미겔 앙헬 실베스트레 : 프랭클린 후아르도 (시즌 3)

### 조연
- 훌리안 디아스 (Julián Díaz) - 엘 네그로 또는 블래키 (본명 넬손 에르난데스) : 메데인 카르텔의 멤버로, 에스코바르의 옆에서 자주 등장했다 (실제로도 에스코바르는 호르헤 "엘 네그로" 파본 (Jorge "El Negro" Pabón)이라는 절친을 두었다[9]) (seasons 1-2)
- 후안 세바스티안 칼레로 (Juan Sebastián Calero) - 나베간테 : 칼리 카르텔의 최고 심복으로 활동했던 폭력적인 인물 (시즌 1-3)
- 존마이클 에커 - 엘 레온 또는 사자 : 에스코바르의 어릴적 친구로 최초의 마이에미 마약 밀수범이 되었고 그후로 에스코바르의 마이에미 자금 모금 활동을 하였다 (조연 시즌 1-2; 카메오 출연 시즌 3)
- 리처드 T. 존스 – CIA 요원이자 머피의 기동 부대 팀원 (조연 시즌 1; 카메오 출연 시즌 2)
- 패트릭 세인트 에스피릿 - 루 웨이슨 대령: 공산주의에 맞서 싸운 해병대 공직자 (조연 시즌 1; 주연 시즌 2)
- 루이스 거스만 - 호세 곤살로 로드리게스 가차 : 메데인 카르텔의 창단 멤버이자 옛 지도자 (시즌 1)
- 후안 라이딘거 (Juan Riedinger) - 카를로스 레더 : 사자의 미국 접촉측이자, 코카인 공급 일을 주었다 (시즌 1)
- 안드레 마토스 - 호르헤 오초아 : 메데인 카르텔의 창단 멤버이자 옛 지도자 (시즌 1)
- 로베르토 우르비나 (Roberto Urbina) - 파비오 오초아 - 메데인 카르텔의 고위직 (시즌 1)
- 아나 데 라 라게라 - 엘리사 알바레스[7] : 4·19 운동 (M-19) 게릴라 세력의 공동 지도자 (M-19) (시즌 1)
- 다니엘레 케네디 (Danielle Kennedy) - 누넌 대사 : 로널드 레이건 정부하의 미국의 콜롬비아 대사 (시즌 1)
- 새디어스 필립스 (Thaddeus Phillips) - 오언 요원 : 콜롬비아 기동 부대에 있는 CIA 요원 (시즌 1)
- 아리엘 시에라 (Ariel Sierra) - 슈어샷 : 에스코바르의 시카리오 중 한 명 (시즌 1)
- 카롤리나 가이탄 (Carolina Gaitán) - 마르타 오초아 :M-19에 납치된 오초아의 여동생 (시즌 1)
- 라우라 페리코 - 마리나 오초아 : 오초아 형제의 여동생으로, 에스코바르의 사촌 구스타보와 연인 관계이다 (시즌 1)
- 베라 메르카도 (Vera Mercado) - 안나 가비리아 : 세사르 가비리아의 아내이자 콜롬비아의 영부인 (시즌 1)
- 레이나르 고메스 (Leynar Gómez) - 리몬 : 메데인 출신의 매춘 알선업자이자 택시 운전사로 에스코바르의 시카리오가 된다, 알바로 데 헤수스 아구델로 (엘 리몬)를 배경으로 한다 (시즌 2)
- 마르티나 가르시아 - 마리차 : 의도치 않게 에스코바르를 돕게 된 리몬의 오랜 친구 (시즌 2)
- 브렛 컬런 - 아서 크로스비 대사 : 전직 해군 장교로 누넌을 대신하여 1992년 조지 H.W. 부시에 의해 콜롬비아 대사로 파견됐다 (시즌 2)
- 헤르만 하라미요 (Germán Jaramillo) - 구스타보 데 그레이프 : 콜롬비아의 법무장관이며 가비리아의 마약 정책에 매우 비판적이다 (시즌 2)[10])
- 알프레도 카스트로 - 아벨 에스코바르, 파블로의 아버지 (시즌 2)
- 가스톤 벨란디아 (Gastón Velandia) - 호세 세라노 장군 (시즌 3-)
- 레이먼드 애블랙 - 스토다드 (시즌 3-)
- 에드워드 제임스 올모스 - 춘초 페냐 : 하비에르의 아버지 (시즌 3-)
- 쉐어 위햄 - 더피 요원 (시즌 3-)
- 가브리엘 이글레시아스 - 플루피 시카리오 (시즌 3)
- 카를로스 카마초 - 클라우디오 살라사르 (시즌 3)
- 탈리아나 바르가스 - 파올라 살세도 (시즌 3-)
- 브리 블레어 - 로레인 (시즌 3-)
- 안드레스 크레스포 - 카를로스 코르도바 (시즌 3)
- 호세 마리아 야스피크 - 아만도 카리요 푸인테스 (시즌 3-)

## 에피소드
| 회차 | 제목                          | 감독              | 각본                                      | 방송날짜        |
| ---- | ----------------------------- | ----------------- | ----------------------------------------- | --------------- |
| 1    | "Descenso"                    | 조제 파질랴       | 크리스 브란카토, 칼로 버나드, 더그 마이로 | 2015년 8월 28일 |
| 2    | "The Sword of Simón Bolivar"  | 조제 파질랴       | 크리스 브란카토                           | 같은 날         |
| 3    | "The Men of Always"           | 기예르모 나바로   | 다나 칼보                                 | 같은 날         |
| 4    | "The Palace in Flames"        | 기예르모 나바로   | 크리스 브란카토                           | 같은 날         |
| 5    | "There Will Be a Future"      | 안디 바이스       | 데이나 러두 밀러                          | 같은 날         |
| 6    | "Explosivos"                  | 안디 바이스       | 앤디 블랙                                 | 같은 날         |
| 7    | "You Will Cry Tears of Blood" | 페르난도 코임브라 | 잭 캘리그                                 | 같은 날         |
| 8    | "La Gran Mentira"             | 페르난도 코임브라 | 앨리슨 애브너                             | 같은 날         |
| 9    | "La Catedral"                 | 안디 바이스       | 닉 솅크, 크리스 브란카토                  | 같은 날         |
| 10   | "Despegue"                    | 안디 바이스       | 닉 솅크, 크리스 브란카토                  | 같은 날         |